# Folschviller
Folschviller (fràncic lorenès Folschwiller) és un municipi francès situat al departament del Mosel·la i a la regió del Gran Est. L'any 2007 tenia 4.309 habitants.

## Demografia

### Població
El 2007 la població de fet de Folschviller era de 4.309 persones. Hi havia 1.669 famílies, de les quals 461 eren unipersonals (178 homes vivint sols i 283 dones vivint soles), 477 parelles sense fills, 561 parelles amb fills i 170 famílies monoparentals amb fills.
La població ha evolucionat segons el següent gràfic:
Habitants censats

### Habitatges
El 2007 hi havia 1.820 habitatges, 1.714 eren l'habitatge principal de la família, 3 eren segones residències i 103 estaven desocupats. 937 eren cases i 868 eren apartaments. Dels 1.714 habitatges principals, 829 estaven ocupats pels seus propietaris, 729 estaven llogats i ocupats pels llogaters i 157 estaven cedits a títol gratuït; 35 tenien una cambra, 101 en tenien dues, 265 en tenien tres, 556 en tenien quatre i 757 en tenien cinc o més. 1.123 habitatges disposaven pel capbaix d'una plaça de pàrquing. A 836 habitatges hi havia un automòbil i a 557 n'hi havia dos o més.

### Piràmide de població
La piràmide de població per edats i sexe el 2009 era:
| Homes | Edats   | Dones |
| ----- | ------- | ----- |
| 0     | 95 o +  | 4     |
| 0     | 90 a 94 | 0     |
| 8     | 85 a 89 | 36    |
| 28    | 80 a 84 | 28    |
| 64    | 75 a 79 | 116   |
| 48    | 70 a 74 | 84    |
| 116   | 65 a 69 | 120   |
| 100   | 60 a 64 | 144   |
| 64    | 55 a 59 | 88    |
| 132   | 50 a 54 | 136   |
| 152   | 45 a 49 | 172   |
| 192   | 40 a 44 | 168   |
| 192   | 35 a 39 | 212   |
| 160   | 30 a 34 | 164   |
| 196   | 25 a 29 | 128   |
| 120   | 20 a 24 | 192   |
| 176   | 15 a 19 | 188   |
| 184   | 10 a 14 | 156   |
| 200   | 5 a 9   | 144   |
| 104   | 0 a 4   | 140   |

## Economia
El 2007 la població en edat de treballar era de 2.816 persones, 1.733 eren actives i 1.083 eren inactives. De les 1.733 persones actives 1.485 estaven ocupades (841 homes i 644 dones) i 248 estaven aturades (124 homes i 124 dones). De les 1.083 persones inactives 327 estaven jubilades, 256 estaven estudiant i 500 estaven classificades com a «altres inactius».

### Ingressos
El 2009 a Folschviller hi havia 1.671 unitats fiscals que integraven 4.296,5 persones, la mediana anual d'ingressos fiscals per persona era de 14.528 €.

### Activitats econòmiques
Dels 181 establiments que hi havia el 2007, 5 eren d'empreses extractives, 9 d'empreses alimentàries, 20 d'empreses de fabricació d'altres productes industrials, 34 d'empreses de construcció, 39 d'empreses de comerç i reparació d'automòbils, 6 d'empreses de transport, 9 d'empreses d'hostatgeria i restauració, 1 d'una empresa d'informació i comunicació, 5 d'empreses financeres, 11 d'empreses immobiliàries, 10 d'empreses de serveis, 20 d'entitats de l'administració pública i 12 d'empreses classificades com a «altres activitats de serveis».
Dels 50 establiments de servei als particulars que hi havia el 2009, 1 era una oficina de correu, 2 oficines bancàries, 5 tallers de reparació d'automòbils i de material agrícola, 1 taller d'inspecció tècnica de vehicles, 1 autoescola, 4 paletes, 6 guixaires pintors, 5 fusteries, 2 lampisteries, 5 electricistes, 2 empreses de construcció, 6 perruqueries, 5 restaurants, 1 agència immobiliària, 1 tintoreria i 3 salons de bellesa.
Dels 17 establiments comercials que hi havia el 2009, 1 era un hipermercat, 6 fleques, 1 una fleca, 2 botigues de congelats, 2 llibreries, 1 una botiga de roba, 1 una sabateria, 1 una botiga de mobles, 1 una botiga de material de revestiment de parets i terra i 1 una joieria.
L'any 2000 a Folschviller hi havia 6 explotacions agrícoles.

## Equipaments sanitaris i escolars
El 2009 hi havia 2 centres de salut, 2 farmàcies i 2 ambulàncies.
El 2009 hi havia 1 escola maternal i 3 escoles elementals. Folschviller disposava d'un col·legi d'educació secundària amb 441 alumnes.

## Poblacions més properes
El següent diagrama mostra les poblacions més properes.